# Eugenio Camillo Garroni

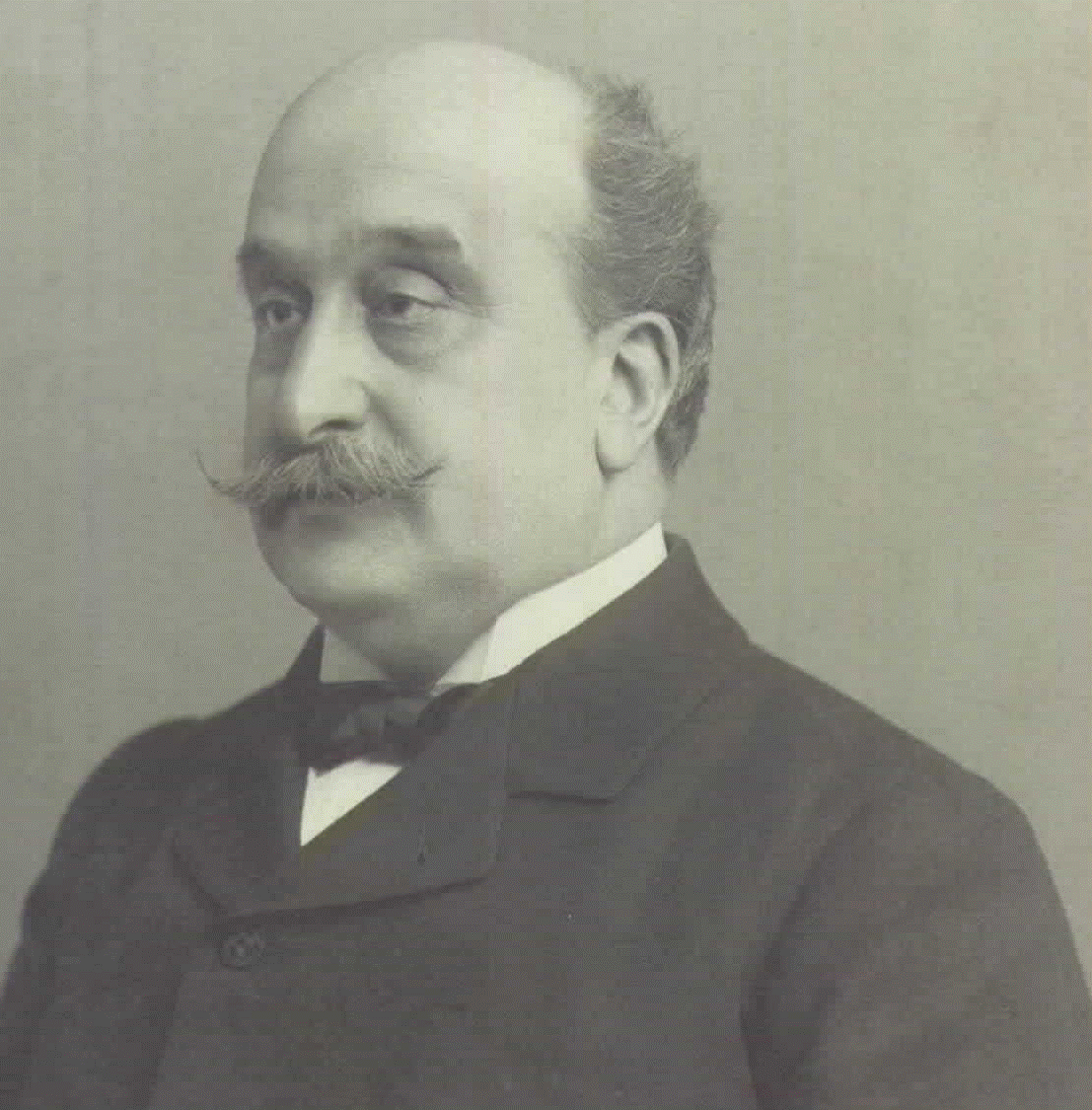
Camillo Garroni Carbonara

Eugenio Camillo Garroni Carbonara (* 22. Mai 1852 in Genua; † 22. Mai 1935 ebenda) war ein italienischer Diplomat.

## Leben
Camillo Garroni Carbonara war der Sohn von Carlotta Oneto und Vittorio Emanuele Garroni Carbonara.
Von 1868 bis 1872 studierte er an der Universität Turin und an der Universität Genua Rechtswissenschaft und wurde Mitglied im Consigli di prefettura di Catania (Präfektur von Catania).
Er war Commissario del re (Beauftragter von Umberto I.) für die Municipien Catania, Bologna, Genua und Neapel. Er war insgesamt 20 Jahre Präfekt.
Vom 1. Juli 1897 bis zum 26. Juli 1911 war er Präfekt von Genua. In dieser Zeit rangen die Gewerkschaften der Hafenarbeiter mit den Reedern um Arbeitsbedingungen und Löhne in Arbeitskämpfen. Während Innenminister Giovanni Giolitti liberal die Koalitionsfreiheit herausstellte, fiel ihm, dem eingesetzten Präfekten in diesem Machtkampf die Rolle der Unterdrückung zu.
Am 4. März 1905 wurde er zum Senator ernannt.
Am 21. Juli 1911 wurde er zum Botschafter an der Hohen Pforte in Konstantinopel ernannt. Er trat dieses Amt aber erst nach dem Frieden von Ouchy an, der den Italienisch-Türkischen Krieg im Oktober 1912 beendete. Als das Osmanische Reich gegen das russische Kaiserreich in den Ersten Weltkrieg trat, wurde Italien im Oktober 1914 Schutzmacht des russischen Kaiserreiches in Konstantinopel.
Von September 1920 bis 22. Oktober 1923 war er italienischer Hochkommissar in Konstantinopel.
Von 1922 bis 24. Juli 1923 leitete er die italienische Delegation bei der Konferenz im Schloss Ouchy zum Vertrag von Lausanne.